# Sítio segregante
Sítios segregantes são posições que mostram diferenças (polimorfismos) entre genes relacionados em um alinhamento de sequências (não são conservadas). Sítios segregantes incluem mutações conservativas, semi-conservativas e não conservativas.
A proporção de locais de segregação dentro de um gene é uma estatística importante em genética de populações já que podem ser usados para estimar taxa de mutação assumindo que não há seleção. Por exemplo, é usado para calcular a estatística de evolução neutra de Tajima D.

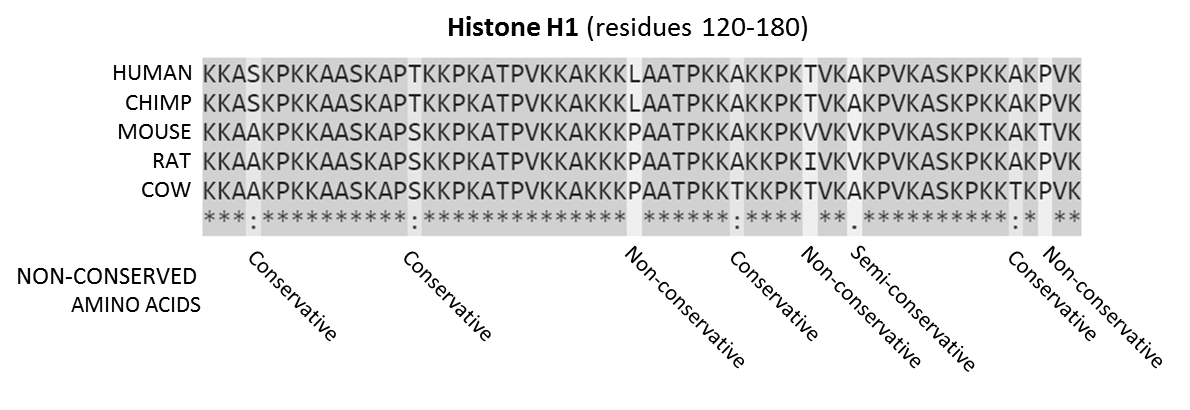
Um alinhamento de sequência, produzido por ClustalO, de proteínas histona de mamíferos.
Sequências são os aminoácidos para resíduos 120-180 das proteínas. Resíduos que são conservados em todas as sequências são destacadas em cinza. Abaixo das sequências de proteínas é uma chave denotando sequência conservada (*), mutações conservativas (:), mutações semi-conservativas (.) e mutações não-conservativas.